# Sivry-Courtry
Sivry-Courtry település Franciaországban, Seine-et-Marne megyében. Lakosainak száma 1108 fő (2022. január 1.). Sivry-Courtry Blandy, La Chapelle-Gauthier, Chartrettes, Le Châtelet-en-Brie, Châtillon-la-Borde, Fontaine-le-Port, Maincy, Moisenay és Vaux-le-Pénil községekkel határos.

## Népesség
A település népessége az elmúlt években az alábbi módon változott:
| Lakosok száma | 1154 | 1235 | 1258 | 1214 | 1184 | 1155 | 1136 | 1122 | 1108 |
|               | 2013 | 2015 | 2016 | 2017 | 2018 | 2019 | 2020 | 2021 | 2022 |